# 54-я танковая бригада
54-я танковая бригада — танковая бригада Красной армии в годы Великой Отечественной войны.
Сокращённое наименование — 54 тбр.

## Формирование и организация
Бригада формировалась на базе 108-го танкового полка 54-й танковой дивизии в период с 15 по 19 октября 1941 г. в Ленинакане (Армения).
20 октября 1941 г. передислоцирована в район Махачкалы в пошла в оперативное подчинение 44-й армии. С 24 по 28 ноября 1941 г. передислоцирована в район г. Батайск и поступила в расторжение 56-й армии Южного фронта. С 12 февраля по 9 марта 1942 г. в оперативном подчинении бригады находился 62-й отд. танковый батальон.
С 6 марта 1942 г. бригада вышла из боя и поступила в резерв 12-й армии на доукомплектование.
Приказом войскам Южного фронта № 0156 от 20.04.1942 г. переформировывают по новым штатам.
С 21 апреля 1942 г. бригада вошла в состав 24-го танкового корпуса и приняла участие в Старооскольской операции в составе 57-й армии Юго-Западного фронта. 4 мая 1942 г. на укомплектование бригады была обращена отдельная танковая рота 12-й армии. С 28 июня 1942 г. бригада в составе 24-го танкового корпуса вошла в состав войск Брянского фронта (Старый Оскол). С 10 июля 1942 г. бригада в составе 24-го танкового корпуса поступила в подчинение Воронежского фронта и оперативно подчинена 6-й армии. С 6 по 13 ноября 1942 г. бригада в составе 24-го танкового корпуса передислоцирована в Тамбов в резерв Ставки ВГК.
С 6 декабря 1942 г. бригада в составе 24-го танкового корпуса передислоцирована на Юго-Западный фронт и оперативно подчинена 1-й гв. армии.
Приказом НКО № 412 от 26.12.1942 г. переформирована в 25-ю гв. танковую бригаду.

## Боевой и численный состав
Бригада формировалась по штатам №№ 010/75 - 010/83 от 23.08.1941 г.::
- Управление бригады [штат № 010/75]
- Рота управления [штат № 010/76]
- Разведывательная рота [штат № 010/77]
- 108-й танковый полк [штат № 010/78] - три батальона
- Моторизованный стрелково-пулемётный батальон [штат № 010/79]
- Зенитный дивизион [штат № 010/80]
- Ремонтно-восстановительная рота [штат № 010/81]
- Автотранспортная рота [штат № 010/82]
- Медико-санитарный взвод [штат № 010/83]

23 - 24 декабре 1941 г. переведена на штаты №№ 010/303-010/310 от 09.12.1941 г.:
- Управление бригады [штат № 010/303]
- Рота управления [штат № 010/304]
- Разведывательная рота [штат № 010/305]
- 1-й отд. танковый батальон [штат № 010/306]
- 2-й отд. танковый батальон [штат № 010/306]
- Мотострелково-пулемётный батальон [штат № 010/307]
- Ремонтно-восстановительная рота [штат № 010/308]
- Автотранспортная рота [штат № 010/309]
- Медико-санитарный взвод [штат № 010/310]

С 20 по 28 апреля 1942 г. переведена на штаты №№ 010/345-010/352 от 15.02.1942 г.:
Управление бригады [штат № 010/345]
- 1-й отд. танковый батальон [штат № 010/346]
- 2-й отд. танковый батальон [штат № 010/346]
- Мотострелково-пулемётный батальон [штат № 010/347]
- Противотанковая батарея [штат № 010/348]
- Зенитная батарея [штат № 010/349]
- Рота управления [штат № 010/350]
- Рота технического обеспечения [штат № 010/351]
- Медико-санитарный взвод [штат № 010/352]

Директивой НКО УФ2/884 от 25.10.1942 г. переведена на штаты №№ 010/270-010/277 от 31.07.1942:
- Управление бригады [штат № 010/270]
- 1-й отд. танковый батальон [штат № 010/271]
- 2-й отд. танковый батальон [штат № 010/272]
- Мотострелково-пулемётный батальон [штат № 010/273]
- Истребительно-противотанковая батарея [штат № 010/274]
- Рота управления [штат № 010/275]
- Рота технического обеспечения [штат № 010/276]
- Медико-санитарный взвод [штат № 010/277]

## Подчинение
Периоды вхождения в состав Действующей армии:
- с 20.11.1941 по 28.10.1942 года
- с 06.12.1942 по 26.12.1942 года

| Дата            | Фронт (округ)     | Армия      | Корпус               | Дивизия | Бригада | Примечания |
| --------------- | ----------------- | ---------- | -------------------- | ------- | ------- | ---------- |
| 01.12.1941 года | Южный фронт       | 56-я армия |                      |         |         |            |
| 01.01.1942 года | Южный фронт       | 56-я армия |                      |         |         |            |
| 01.02.1942 года | Южный фронт       | 12-я армия |                      |         |         |            |
| 01.03.1942 года | Южный фронт       |            |                      |         |         |            |
| 01.04.1942 года | Южный фронт       | 37-я армия |                      |         |         |            |
| 01.05.1942 года | Южный фронт       |            | 24-й танковый корпус |         |         |            |
| 01.06.1942 года | Южный фронт       |            | 24-й танковый корпус |         |         |            |
| 01.07.1942 года | Брянский фронт    |            | 24-й танковый корпус |         |         |            |
| 01.08.1942 года | Воронежский фронт | 6-я армия  | 24-й танковый корпус |         |         |            |
| 01.09.1942 года | Воронежский фронт |            | 24-й танковый корпус |         |         |            |
| 01.10.1942 года | Воронежский фронт | 6-я армия  | 24-й танковый корпус |         |         |            |
| 01.11.1942 года | РВГК              |            | 24-й танковый корпус |         |         |            |
| 01.11.1942 года | РВГК              |            | 24-й танковый корпус |         |         |            |

## Командиры

### Командиры бригады
- Мартынов, Николай Борисович, ид, майор, 08.10.1941 - 04.01.1942 года.[1][2]
- Липатов, Константин Сергеевич Архивная копия от 24 июня 2021 на Wayback Machine, полковник, 04.01.1942 - 06.06.1942 года[3].
- Вижигин Александр Дмитриевич, подполковник, с 09.10.1942 полковник, 06.06.1942 - 15.10.1942 года.[4]
- Поляков Василий Михайлович Архивная копия от 24 июня 2021 на Wayback Machine, полковник, ид, 28.10.1942 - 26.12.1942 года.[5]

### Начальники штаба бригады
- Котиков Александр Дмитриевич, майор, 15.10.1941 - 15.02.1942 года.[6]
- Булыгин Семён Мефодьевич Архивная копия от 24 июня 2021 на Wayback Machine, майор, 15.02.1942 - 26.12.1942 года.[7]

### Начальник политотдела, заместитель командира по политической части
- Тунегов Анатолий Михайлович, батальон. комиссар, 18.10.1941 - 20.01.1942 года.[8]
- Сверчков Алексей Иванович, батальон. комиссар.20.01.1942 - 05.05.1942 года.[9]
- Горцис Захарий Григорьевич, ст. батальон. комиссар, с 23.11.1942 подполковник, 05.05.1942 - 26.12.1942 года.[10]